# Возовиков, Владимир Степанович
Владимир Степанович Возовиков (10 января 1937 — 9 апреля 1990, Москва) — советский военный журналист, поэт и прозаик.

## Биография
Родился в селе Фунтики Топчихинского района Алтайского края. Здесь пошёл в первый класс школы. Стихи писал с детства, публиковал их в районной газете.
В 1954 году окончил с отличием школу-десятилетку в селе Лебяжьем. Намеревался связать свою жизнь с армией, поступил в танковое училище.
После окончания танкового училища был направлен на службу в ГСВГ. В 1960 году женился. Позднее был переведён в Новосибирск. В 1963 году, уже перед самым отъездом из ГДР, поступил на заочное отделение Литературного института имени М. Горького.
В Новосибирске в конце 1960-х годов стал работать как военный журналист в газете «Советский воин». Окончив третий курс Литературного института, решил его бросить. В это же время выходит его первая книга рассказов «Минуты и секунды», а отдельные стихи и рассказы публиковались во многих газетах и журналах.
В 1969 году его как талантливого журналиста пригласили работать в Москву, в газету «Красная звезда». Здесь, не оставляя литературной деятельности, он много работал в библиотеках.
Успешно работая в газете «Красная звезда», Возовиков со временем стал членом редколлегии и редактором отдела литературы и искусства. Главной темой его публицистики стал воинский долг перед Отечеством. Эта же тема главенствует и в его литературных произведениях. Повести и рассказы Возовикова публиковались в журналах «Советский воин», «Октябрь», «Молодая гвардия». По мотивам повести «Сын отца своего» был поставлен художественный фильм «Атака».
В 1978 году В. С. Возовиков в звании подполковника уволился в запас и с этого времени полностью посвятил себя литературе. Он начал работу над романом «Поле Куликово». Журнальная версия этого романа (сильно сокращённая) в 1980 году, к 600-летию Куликовской битвы, была опубликована в журнале «Молодая гвардия». Через два года роман вышел отдельной книгой в изд-ве «Современник».
В 1983 года Владимир Степанович был принят в Союз писателей СССР.
Отзывы о романе «Поле Куликово», имевшем, при очевидном внимании автора к историческим фактам, довольно развернутый и сильно беллетризированный сюжет, в основном были положительными. Приходило много писем от читателей, на которые Владимир Степанович всегда старался ответить. Состоялось много встреч с читателями в библиотеках, клубах, домах офицеров. Всё это воодушевило писателя на продолжение романа. В 1988 году вышел в свет роман «Эхо Непрядвы» — о нашествии на Русь хана Тохтамыша в 1382 году. В 1989 году оба романа были опубликованы под одной обложкой Военным издательством Министерства Обороны СССР.
Всего было издано около пятнадцати книг прозы и стихов В. С. Возовикова.

## Краткая библиография
- «Кобры» под гусеницами
- Верность традициям
- Год спустя
- Звено выходит на цель
- Кедры на скалах
- Когда идет бой
- Командирский перевал
- Люди чести
- Маки «Красной пустыни»
- Море вернёт янтарь
- Нелегкое испытание
- Осенний жаворонок
- Время алых снегов. Воениздат, 1976.
- Поле Куликово (не менее 6 изданий, первое отдельное — 1982 г.)
- Сиреневые ивы. Издательство ДОСААФ СССР, 1983.
- В горах долго светает. Воениздат, 1986.
- Эхо Непрядвы (первое изд. — 1988 г.)
- Особое задание [сборник]
- Подарок для командира
- Прохоровское поле
- Соперники
- Сын отца своего
- Тайфун
- Тревожная тишина
- Хлеб и кровь
- Четырнадцатый костер

### Художественная литература
- Возовиков, Владимир Степанович. «Поле Куликово». Исторический роман. — М.: Современник, 1982. — 576 с. — 100 000 экз.
- Возовиков, Владимир Степанович. «Эхо Непрядвы». Исторический роман. — М.: Современник, 1988. — 559 с. — 100 000 экз. — ISBN 5-270-00098-9.